# Ярцев, Константин Николаевич
Константин Николаевич Ярцев (29 июня 1917, город Екатеринослав Екатеринославской губернии, теперь Днепр, Днепропетровская область — ?) — советский партийный и государственный деятель, 2-й секретарь Днепропетровского областного комитета КП(б)У. Депутат Верховного Совета УССР 5-го созыва (в 1962—1963 годах). Кандидат в члены ЦК КПУ в сентябре 1961 — марте 1966 г.

## Биография
Образование высшее.
С июня 1941 года — в Красной армии. Участник Великой Отечественной войны. Служил на базе транспортировки топливных материалов Закавказского фронта, работал помощником начальника 57-й контрольной лаборатории горюче-смазочных материалов отдела снабжения топлива 4-го Украинского фронта.
Член ВКП(б) с 1944 года.
Затем находился на партийной работе.
До февраля 1960 г. — 2-й секретарь Днепропетровского городского комитета КПУ.
В феврале 1960 — мае 1961 г. — 1-й секретарь Днепропетровского городского комитета КПУ.
В мае 1961 — январе 1963 г. — 2-й секретарь Днепропетровского областного комитета КПУ.
Работал в Днепропетровском металлургическом институте.
Потом — на пенсии в городе Днепропетровске.

### Звания
- старший техник-лейтенант
- инженер-капитан

## Награды
- орден Отечественной войны 2-й ст. (6.04.1985)
- ордена
- медаль «За оборону Кавказа» (1945)
- медаль «За боевые заслуги» (17.05.1945)
- медали